# Didymodon lorentzianus
Didymodon lorentzianus är en bladmossart som beskrevs av Brotherus 1902. Didymodon lorentzianus ingår i släktet lansmossor, och familjen Pottiaceae. Inga underarter finns listade i Catalogue of Life.